# Haralambie Corbu
Haralambie Corbu (n. 15 februarie 1930, Dubăsarii Vechi, județul Orhei, Regatul României – d. 10 mai 2021, Chișinău, Republica Moldova) a fost un filolog din Republica Moldova, membru titular al Academiei de Științe a Moldovei, secția de Literatură. Membru PCUS din 1964.
În perioada 1989-1995 a îndeplinit funcția de vicepreședinte al Academiei de Științe a Moldovei.